# آبشار جاگ
آبشار جاگ (به کنادا: ಜೋಗ ಜಲಪಾತ) آبشاری است که در کشور هند واقع شده‌است و بلندترین ریزشگاه آن ۸۲۹ متر ارتفاع دارد. حوضهٔ آبریز این آبشار، رود شاراواتی است.

## نگارخانه

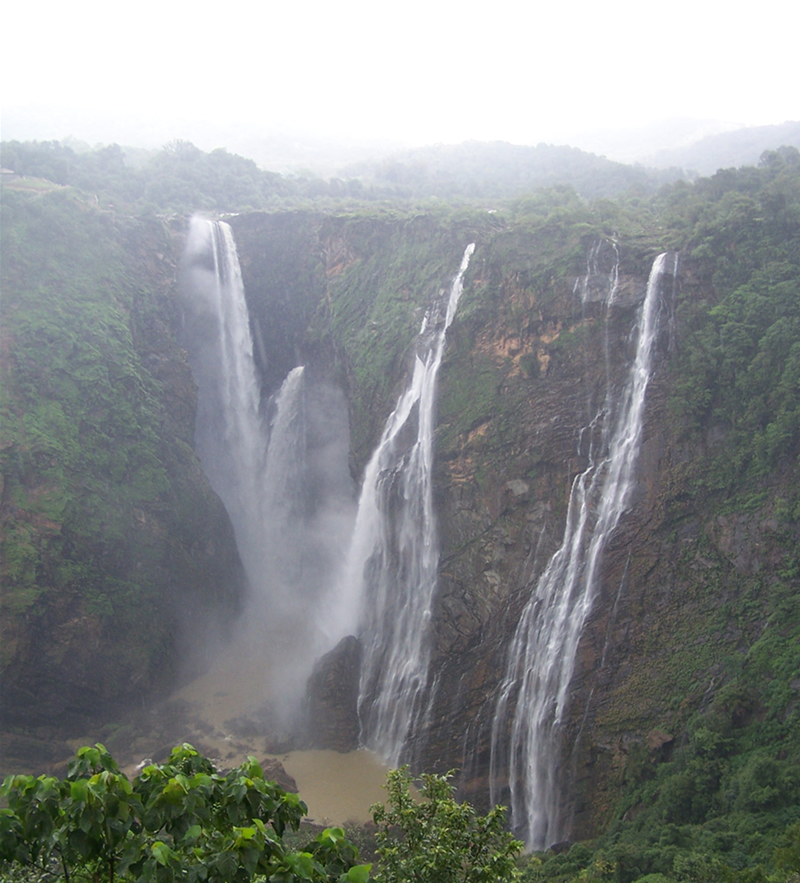
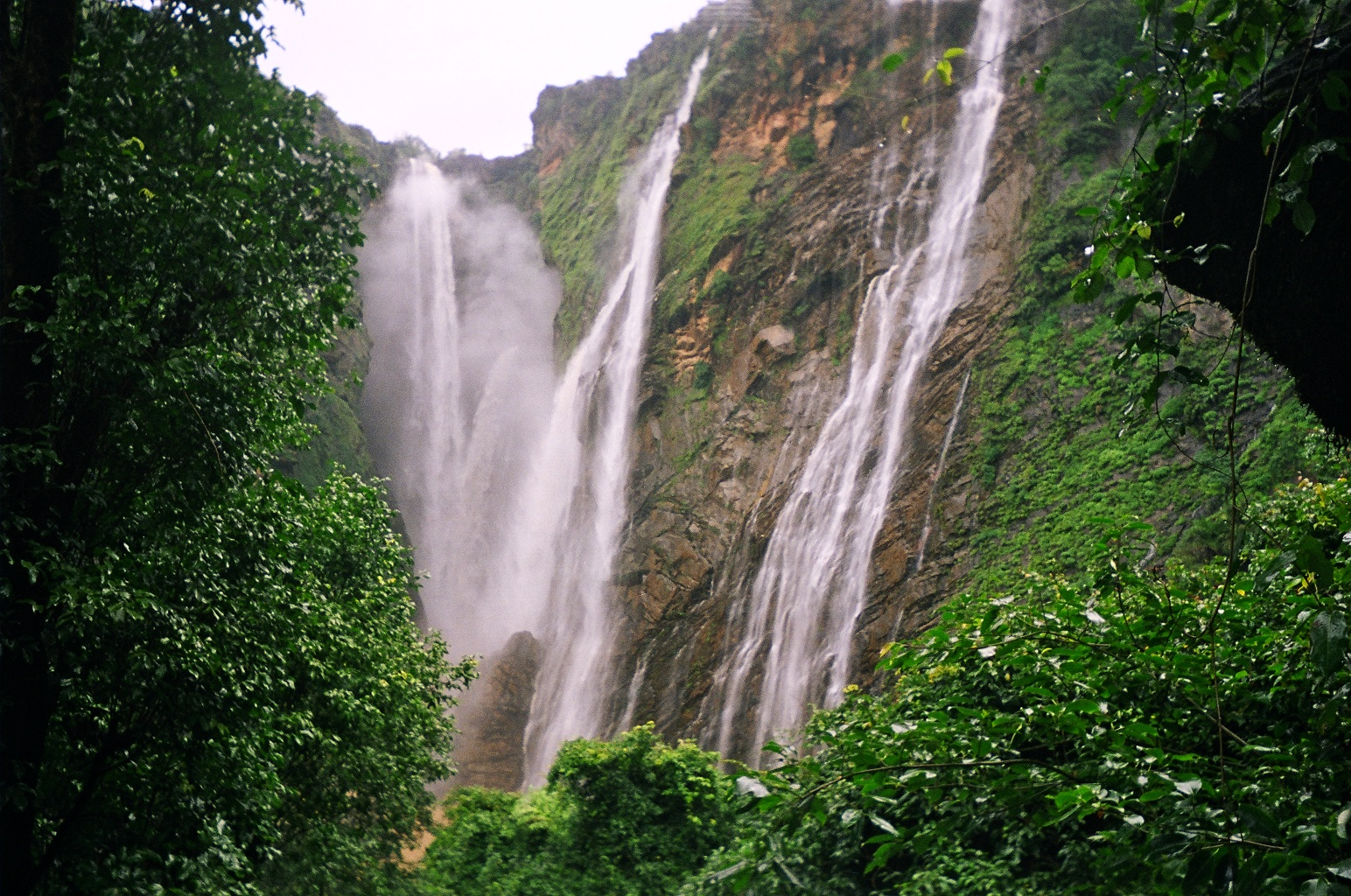
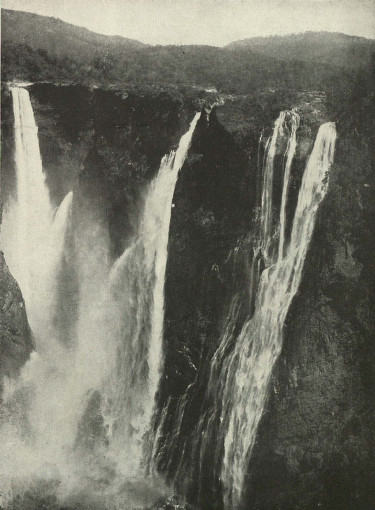
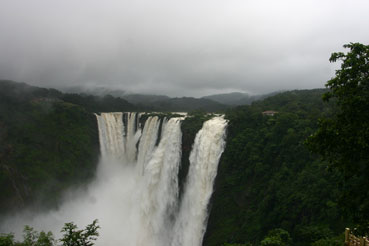
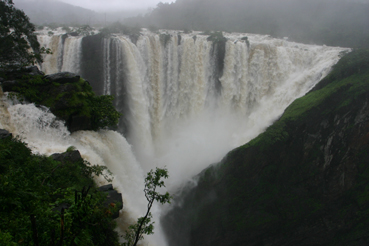
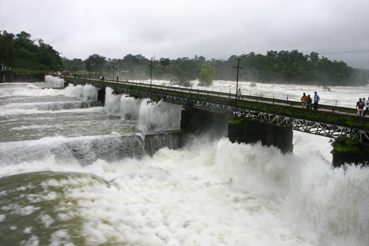
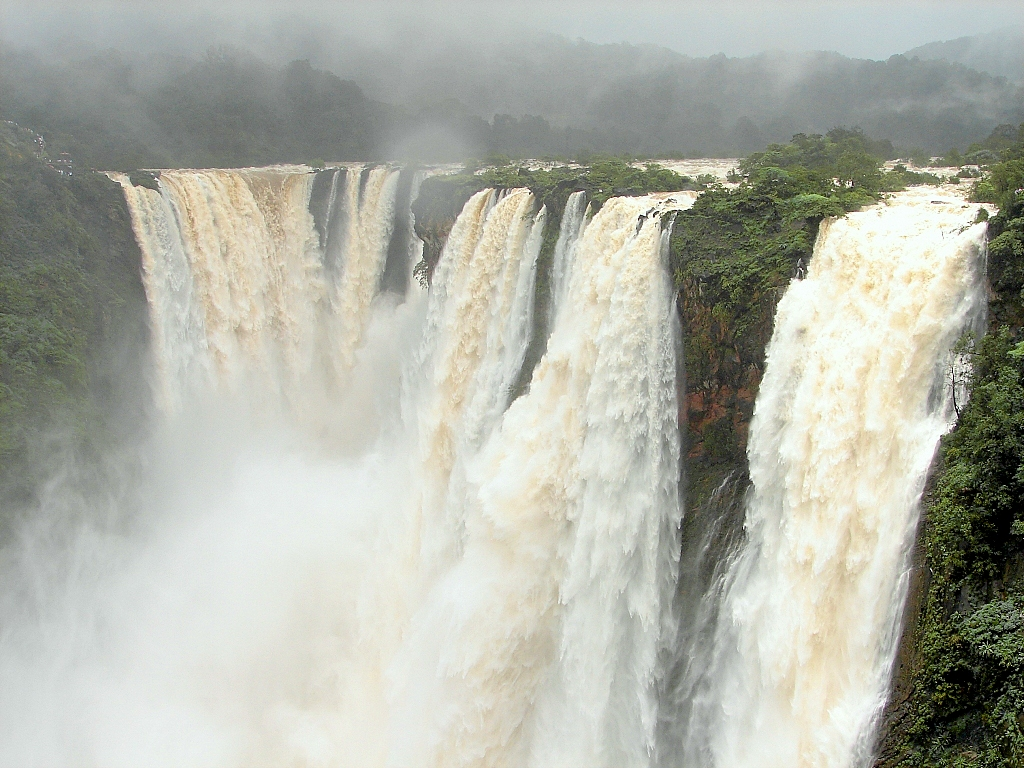
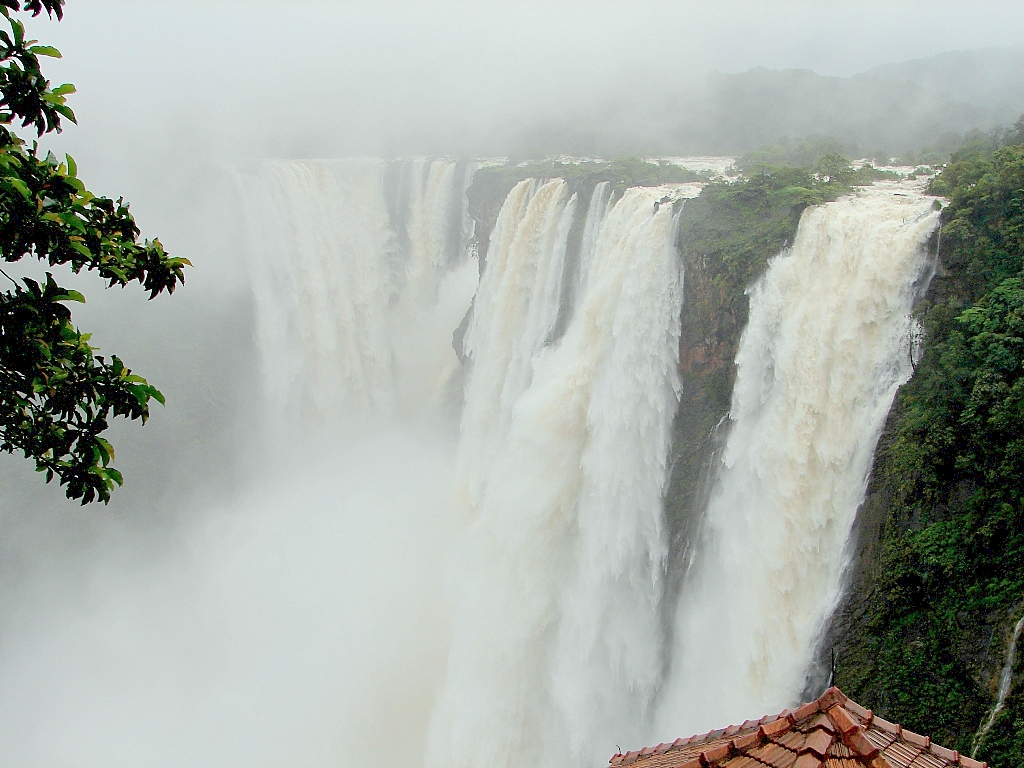